# Presidenti della Camera dei deputati (Italia)
Lista dei presidenti della Camera dei deputati italiana.

## Statistiche
Il Presidente della Camera dei deputati rimasto in carica più a lungo, sia nel periodo monarchico che in quello repubblicano, fu Giuseppe Biancheri: questi, infatti, ricoprì a più riprese l'incarico per oltre diciott'anni, dal 1870 al 1907.
Nilde Iotti, eletta nel 1979, è stata sia la prima donna a ricoprire questa carica sia la prima donna ad arrivare a una delle alte cariche dello Stato (la Presidenza della Repubblica, fino ad ora, è sempre stata appannaggio di uomini, mentre quella del Senato lo è stata fino al 2018, quella della Corte Costituzionale fino al 2019 e quella del Consiglio fino al 2022); la Iotti è stata anche il presidente più a lungo in carica nell'era repubblicana, per quasi tredici anni.
Irene Pivetti, seconda donna dopo la Iotti, è stata il Presidente della Camera più giovane, eletta nel 1994 ad appena trentun anni.
Il record del mandato più breve è appartenuto a Benedetto Cairoli (diciassette giorni), mentre nell'era repubblicana a Scalfaro (DC) che dovette lasciare l'incarico dopo appena un mese perché fu eletto alla Presidenza della Repubblica.
Anche Gronchi (DC), Leone (DC), Pertini (PSI) e Napolitano (PDS) divennero Presidenti della Repubblica (come Scalfaro, Gronchi si dimise dalla Presidenza della Camera perché eletto alla più alta carica dello stato). Da segnalare che anche un altro presidente dell'aula di Montecitorio, seppure durante il mandato dell'Assemblea costituente, fu eletto al Quirinale: si tratta del socialdemocratico Giuseppe Saragat.
Leone, infine, finora è l'unico Presidente della Camera ad essere stato anche Presidente del Consiglio, oltre che Presidente della Repubblica.

## Presidenti della Camera dei deputati del Regno d'Italia (1861-1939)
| Nº   | Presidente       | Presidente        | Presidente                             | Collocazione politica        | Mandato          | Mandato           | Leg.             |
| Nº   | Presidente       | Presidente        | Presidente                             | Collocazione politica        | Inizio           | Fine              | Leg.             |
| ---- | ---------------- | ----------------- | -------------------------------------- | ---------------------------- | ---------------- | ----------------- | ---------------- |
| 1    |                  |                   | Urbano Rattazzi (1808-1873)            | Sinistra storica             | 7 marzo 1861     | 3 marzo 1862      | VIII             |
| 2    |                  |                   | Sebastiano Tecchio (1807-1886)         | –                            | 22 marzo 1862    | 21 maggio 1863    | VIII             |
| 3    |                  |                   | Giovanni Battista Cassinis (1806-1866) | –                            | 21 maggio 1863   | 7 settembre 1865  | VIII             |
| 4    |                  |                   | Adriano Mari (1813-1887)               | Destra storica               | 18 novembre 1865 | 13 febbraio 1867  | IX               |
| 4    | 22 marzo 1867    | 27 ottobre 1867   | Adriano Mari (1813-1887)               | Destra storica               | X                |                   |                  |
| 5    |                  |                   | Giovanni Lanza (1810-1882)             | Destra storica               | X                | 16 dicembre 1867  | 8 agosto 1868    |
| (4)  |                  |                   | Adriano Mari (1813-1887)               | Destra storica               | X                | 25 novembre 1868  | 14 agosto 1869   |
| (5)  |                  |                   | Giovanni Lanza (1810-1882)             | Destra storica               | X                | 18 novembre 1869  | 15 dicembre 1869 |
| 6    |                  |                   | Giuseppe Biancheri (1821-1908)         | Destra storica               | X                | 12 marzo 1870     | 2 novembre 1870  |
| 6    | 5 dicembre 1870  | 20 settembre 1874 | Giuseppe Biancheri (1821-1908)         | Destra storica               | XI               |                   |                  |
| 6    | 23 novembre 1874 | 3 ottobre 1876    | Giuseppe Biancheri (1821-1908)         | Destra storica               | XII              |                   |                  |
| 7    |                  |                   | Francesco Crispi (1818-1901)           | Sinistra storica             | 26 novembre 1876 | 26 dicembre 1877  | XIII             |
| 8    |                  |                   | Benedetto Cairoli (1825-1889)          | Sinistra storica             | 7 marzo 1878     | 24 marzo 1878     | XIII             |
| 9    |                  |                   | Domenico Farini (1834-1900)            | Destra storica               | 27 marzo 1878    | 19 marzo 1880     | XIII             |
| 10   |                  |                   | Michele Coppino (1822-1901)            | Sinistra storica             | 13 aprile 1880   | 2 maggio 1880     | XIII             |
| (9)  |                  |                   | Domenico Farini (1834-1900)            | Destra storica               | 26 maggio 1880   | 25 settembre 1882 | XIV              |
| (9)  | 22 novembre 1882 | 12 marzo 1884     | Domenico Farini (1834-1900)            | Destra storica               | XV               |                   |                  |
| (10) |                  |                   | Michele Coppino (1822-1901)            | Sinistra storica             | XV               | 19 marzo 1884     | 3 aprile 1884    |
| (6)  |                  |                   | Giuseppe Biancheri (1821-1908)         | Destra storica               | XV               | 7 aprile 1884     | 27 aprile 1886   |
| (6)  | 10 giugno 1886   | 3 agosto 1890     | Giuseppe Biancheri (1821-1908)         | Destra storica               | XVI              |                   |                  |
| (6)  | 10 dicembre 1890 | 27 settembre 1892 | Giuseppe Biancheri (1821-1908)         | Destra storica               | XVII             |                   |                  |
| 11   |                  |                   | Giuseppe Zanardelli (1826-1903)        | Sinistra storica             | 23 novembre 1892 | 20 febbraio 1894  | XVIII            |
| (6)  |                  |                   | Giuseppe Biancheri (1821-1908)         | Destra storica               | 22 febbraio 1894 | 13 gennaio 1895   | XVIII            |
| 12   |                  |                   | Tommaso Villa (1832-1915)              | Destra storica               | 10 giugno 1895   | 2 marzo 1897      | XIX              |
| (11) |                  |                   | Giuseppe Zanardelli (1826-1903)        | Sinistra storica             | 5 aprile 1897    | 14 dicembre 1897  | XX               |
| (6)  |                  |                   | Giuseppe Biancheri (1821-1908)         | Destra storica               | 26 gennaio 1898  | 15 luglio 1898    | XX               |
| (11) |                  |                   | Giuseppe Zanardelli (1826-1903)        | Sinistra storica             | 16 novembre 1898 | 25 maggio 1899    | XX               |
| 13   |                  |                   | Luigi Chinaglia (1841-1906)            | –                            | 30 maggio 1899   | 25 giugno 1899    | XX               |
| 14   |                  |                   | Giuseppe Colombo (1836-1921)           | Indipendente                 | 14 novembre 1899 | 17 maggio 1900    | XX               |
| 15   |                  |                   | Nicolò Gallo (1849-1907)               | Sinistra storica             | 16 giugno 1900   | 24 giugno 1900    | XXI              |
| (12) |                  |                   | Tommaso Villa (1832-1915)              | Destra storica               | 28 giugno 1900   | 22 febbraio 1902  | XXI              |
| (6)  |                  |                   | Giuseppe Biancheri (1821-1908)         | Destra storica               | 10 marzo 1902    | 18 ottobre 1904   | XXI              |
| 16   |                  |                   | Giuseppe Marcora (1841-1927)           | Partito Radicale Italiano    | 30 novembre 1904 | 10 marzo 1906     | XXII             |
| (6)  |                  |                   | Giuseppe Biancheri (1821-1908)         | Destra storica               | 10 marzo 1906    | 30 gennaio 1907   | XXII             |
| (16) |                  |                   | Giuseppe Marcora (1841-1927)           | Partito Radicale Italiano    | 2 febbraio 1907  | 8 febbraio 1909   | XXII             |
| (16) | 24 marzo 1909    | 29 settembre 1913 | Giuseppe Marcora (1841-1927)           | Partito Radicale Italiano    | XXIII            |                   |                  |
| (16) | 24 novembre 1913 | 29 settembre 1919 | Giuseppe Marcora (1841-1927)           | Partito Radicale Italiano    | XXIV             |                   |                  |
| 17   |                  |                   | Vittorio Emanuele Orlando (1860-1952)  | Partito Liberale Democratico | 1º dicembre 1919 | 25 giugno 1920    | XXV              |
| 18   |                  |                   | Enrico De Nicola (1877-1959)           | Partito Liberale Italiano    | 26 giugno 1920   | 7 aprile 1921     | XXV              |
| 18   | 11 giugno 1921   | 25 gennaio 1924   | Enrico De Nicola (1877-1959)           | Partito Liberale Italiano    | XXVI             |                   |                  |
| 19   |                  |                   | Alfredo Rocco (1875-1935)              | Partito Nazionale Fascista   | 24 maggio 1924   | 5 gennaio 1925    | XXVII            |
| 20   |                  |                   | Antonio Casertano (1863-1939)          | Partito Nazionale Fascista   | 13 gennaio 1925  | 25 gennaio 1929   | XXVII            |
| 21   |                  |                   | Giovanni Giuriati (1876-1970)          | Partito Nazionale Fascista   | 20 aprile 1929   | 19 gennaio 1934   | XXVIII           |
| 22   |                  |                   | Costanzo Ciano (1876-1939)             | Partito Nazionale Fascista   | 28 aprile 1934   | 2 marzo 1939      | XXIX             |

## Presidenti della Camera dei fasci e delle corporazioni (1939-1943)
| Nº | Presidente | Presidente | Presidente                 | Partito                    | Mandato          | Mandato        | Leg. |
| Nº | Presidente | Presidente | Presidente                 | Partito                    | Inizio           | Fine           | Leg. |
| -- | ---------- | ---------- | -------------------------- | -------------------------- | ---------------- | -------------- | ---- |
| 1  |            |            | Costanzo Ciano (1876-1939) | Partito Nazionale Fascista | 23 marzo 1939    | 26 giugno 1939 | XXX  |
| 2  |            |            | Dino Grandi (1895-1988)    | Partito Nazionale Fascista | 30 novembre 1939 | 2 agosto 1943  | XXX  |

Nel luglio 1944 il Presidente del Consiglio Ivanoe Bonomi nominò Vittorio Emanuele Orlando Presidente della Camera dei deputati, ai soli fini amministrativi e non istituzionali, fino al 25 settembre 1945.

## Presidenti della Consulta nazionale (1945-1946)
| Nº | Presidente | Presidente | Presidente               | Partito                       | Mandato           | Mandato        | Leg. |
| Nº | Presidente | Presidente | Presidente               | Partito                       | Inizio            | Fine           | Leg. |
| -- | ---------- | ---------- | ------------------------ | ----------------------------- | ----------------- | -------------- | ---- |
| 1  |            |            | Carlo Sforza (1872-1952) | Partito Repubblicano Italiano | 25 settembre 1945 | 1º giugno 1946 | CN   |

## Presidenti dell'Assemblea Costituente (1946-1948)
| Nº | Presidente | Presidente | Presidente                    | Partito                     | Mandato         | Mandato         | Leg. |
| Nº | Presidente | Presidente | Presidente                    | Partito                     | Inizio          | Fine            | Leg. |
| -- | ---------- | ---------- | ----------------------------- | --------------------------- | --------------- | --------------- | ---- |
| 1  |            |            | Giuseppe Saragat (1898-1988)  | Partito Socialista Italiano | 25 giugno 1946  | 6 febbraio 1947 | AC   |
| 2  |            |            | Umberto Terracini (1895-1983) | Partito Comunista Italiano  | 8 febbraio 1947 | 31 gennaio 1948 | AC   |

## Presidenti della Camera dei deputati della Repubblica Italiana (dal 1948)
| Nº | Presidente     | Presidente     | Presidente                             | Partito                                                                  | Mandato         | Mandato         | Leg.           |
| Nº | Presidente     | Presidente     | Presidente                             | Partito                                                                  | Inizio          | Fine            | Leg.           |
| -- | -------------- | -------------- | -------------------------------------- | ------------------------------------------------------------------------ | --------------- | --------------- | -------------- |
| 1  |                |                | Giovanni Gronchi (1887-1978)           | Democrazia Cristiana                                                     | 8 maggio 1948   | 24 giugno 1953  | I (1948)       |
| 1  | 24 giugno 1953 | 29 aprile 1955 | Giovanni Gronchi (1887-1978)           | Democrazia Cristiana                                                     | II (1953)       |                 |                |
| 2  |                |                | Giovanni Leone (1908-2001)             | Democrazia Cristiana                                                     | II (1953)       | 10 maggio 1955  | 11 giugno 1958 |
| 2  | 12 giugno 1958 | 15 maggio 1963 | Giovanni Leone (1908-2001)             | Democrazia Cristiana                                                     | III (1958)      |                 |                |
| 2  | 16 maggio 1963 | 21 giugno 1963 | Giovanni Leone (1908-2001)             | Democrazia Cristiana                                                     | IV (1963)       |                 |                |
| 3  |                |                | Brunetto Bucciarelli-Ducci (1914-1994) | Democrazia Cristiana                                                     | IV (1963)       | 26 giugno 1963  | 14 maggio 1968 |
| 4  |                |                | Sandro Pertini (1896-1990)             | Partito Socialista Italiano                                              | 5 giugno 1968   | 24 maggio 1972  | V (1968)       |
| 4  | 25 maggio 1972 | 4 luglio 1976  | Sandro Pertini (1896-1990)             | Partito Socialista Italiano                                              | VI (1972)       |                 |                |
| 5  |                |                | Pietro Ingrao (1915-2015)              | Partito Comunista Italiano                                               | 5 luglio 1976   | 19 giugno 1979  | VII (1976)     |
| 6  |                |                | Nilde Iotti (1920-1999)                | Partito Comunista Italiano Partito Democratico della Sinistra            | 20 giugno 1979  | 11 luglio 1983  | VIII (1979)    |
| 6  | 12 luglio 1983 | 1º luglio 1987 | Nilde Iotti (1920-1999)                | Partito Comunista Italiano Partito Democratico della Sinistra            | IX (1983)       |                 |                |
| 6  | 2 luglio 1987  | 22 aprile 1992 | Nilde Iotti (1920-1999)                | Partito Comunista Italiano Partito Democratico della Sinistra            | X (1987)        |                 |                |
| 7  |                |                | Oscar Luigi Scalfaro (1918-2012)       | Democrazia Cristiana                                                     | 24 aprile 1992  | 25 maggio 1992  | XI (1992)      |
| 8  |                |                | Giorgio Napolitano (1925-2023)         | Partito Democratico della Sinistra                                       | 3 giugno 1992   | 14 aprile 1994  | XI (1992)      |
| 9  |                |                | Irene Pivetti (1963)                   | Lega Nord                                                                | 16 aprile 1994  | 8 maggio 1996   | XII (1994)     |
| 10 |                |                | Luciano Violante (1941)                | Partito Democratico della Sinistra Democratici di Sinistra               | 10 maggio 1996  | 29 maggio 2001  | XIII (1996)    |
| 11 |                |                | Pier Ferdinando Casini (1955)          | Centro Cristiano Democratico Unione di Centro                            | 31 maggio 2001  | 27 aprile 2006  | XIV (2001)     |
| 12 |                |                | Fausto Bertinotti (1940)               | Rifondazione Comunista                                                   | 29 aprile 2006  | 28 aprile 2008  | XV (2006)      |
| 13 |                |                | Gianfranco Fini (1952)                 | Alleanza Nazionale Il Popolo della Libertà Futuro e Libertà per l'Italia | 30 aprile 2008  | 14 marzo 2013   | XVI (2008)     |
| 14 |                |                | Laura Boldrini (1961)                  | Sinistra Ecologia Libertà Sinistra Italiana                              | 16 marzo 2013   | 22 marzo 2018   | XVII (2013)    |
| 15 |                |                | Roberto Fico (1974)                    | Movimento 5 Stelle                                                       | 24 marzo 2018   | 12 ottobre 2022 | XVIII (2018)   |
| 16 |                |                | Lorenzo Fontana (1980)                 | Lega per Salvini Premier                                                 | 14 ottobre 2022 | in carica       | XIX (2022)     |

### Provenienza regionale (dal 1946)
La regione di nascita dei presidenti della Camera è riportata nella seguente tabella; le regioni sono elencate in ordine alfabetico, mentre i presidenti in ordine cronologico:
| Regione        | Num. | Presidenti                 |
| -------------- | ---- | -------------------------- |
| Campania       | 3    | Leone, Napolitano, Fico    |
| Emilia-Romagna | 3    | Iotti, Casini, Fini        |
| Lazio          | 1    | Ingrao                     |
| Liguria        | 2    | Terracini, Pertini         |
| Lombardia      | 2    | Pivetti, Bertinotti        |
| Marche         | 1    | Boldrini                   |
| Piemonte       | 2    | Saragat, Scalfaro          |
| Toscana        | 2    | Gronchi, Bucciarelli-Ducci |
| Veneto         | 1    | Fontana                    |

L'unico presidente della Camera non presente nella lista è Luciano Violante, in quanto nato a Dire Daua, in Etiopia.